# Sabrina Varrone
Sabrina Varrone (Carignano, 24 aprile 1972) è una mezzofondista italiana.

## Palmarès
| Anno | Manifestazione    | Sede             | Evento         | Risultato | Prestazione | Note |
| ---- | ----------------- | ---------------- | -------------- | --------- | ----------- | ---- |
| 1996 | Europei di cross  | Charleroi        | Corsa seniores | 41ª       | 18'27"      |      |
| 1996 | Europei di cross  | Charleroi        | A squadre      |           |             |      |
| 1997 | Europei di cross  | Oeiras           | Corsa seniores | 9ª        | 18'19"      |      |
| 1997 | Europei di cross  | Oeiras           | A squadre      | 6ª        | 57 p.       |      |
| 1997 | Mondiali di cross | Torino           | Cross lungo    | 69ª       | 22'40"      |      |
| 1997 | Mondiali di cross | Torino           | A squadre      | 8ª        | 160 p.      |      |
| 1998 | Europei di cross  | Ferrara          | Corsa seniores | 22ª       | 19'10"      |      |
| 1998 | Europei di cross  | Ferrara          | A squadre      | 8ª        | 89 p.       |      |
| 1998 | Mondiali di cross | Marrakech        | Cross corto    | 41ª       | 13'28"      |      |
| 1998 | Mondiali di cross | Marrakech        | A squadre      | 7ª        | 192 p.      |      |
| 1999 | Europei di cross  | Velenje          | Corsa seniores | 10ª       | 19'18"      |      |
| 1999 | Europei di cross  | Velenje          | A squadre      | 5ª        | 63 p.       |      |
| 1999 | Mondiali di cross | Belfast          | Cross lungo    | 20ª       | 29'29"      |      |
| 1999 | Mondiali di cross | Belfast          | A squadre      |           |             |      |
| 1999 | Univarsiadi       | Palma di Maiorca | 5000 m piani   | 11ª       | 16'40"18    |      |
| 2000 | Mondiali di cross | Vilamoura        | Cross lungo    | 66ª       | 28'59"      |      |
| 2000 | Mondiali di cross | Vilamoura        | A squadre      | 8ª        | 164 p.      |      |
| 2001 | Europei di cross  | Thun             | Corsa seniores | 47ª       | 16'43"      |      |
| 2001 | Europei di cross  | Thun             | A squadre      |           |             |      |
| 2002 | Mondiali di cross | Dublino          | Cross corto    | 59ª       | 14'48"      |      |
| 2002 | Mondiali di cross | Dublino          | A squadre      |           |             |      |
| 2004 | Europei di cross  | Heringsdorf      | Corsa seniores | 47ª       | 19'13"      |      |
| 2004 | Europei di cross  | Heringsdorf      | A squadre      |           |             |      |

## Campionati nazionali
1995
- 10ª ai campionati italiani di corsa campestre - 24'44"
- Argento ai campionati italiani universitari, 3000 m piani - 9'46"39

1996
- 4ª ai campionati italiani assoluti indoor, 3000 m piani - 9'35"47

1997
- 11ª ai campionati italiani assoluti, 10000 m piani - 34'26"44
- 5ª ai campionati italiani assoluti, 5000 m piani - 15'57"89
- 6ª ai campionati italiani di corsa campestre - 20'37"

1998
- Oro ai campionati italiani di corsa campestre, cross lungo - 19'56"1
- 6ª ai campionati italiani assoluti, 5000 m piani - 16'13"43

1999
- Oro ai campionati italiani di corsa campestre, cross lungo - 27'49"

2000
- 4ª ai campionati italiani assoluti, 10000 m piani - 33'01"42

2001
- 13ª ai campionati italiani di maratonina - 1h18'30"

2002
- 12ª ai campionati italiani assoluti di corsa campestre, cross lungo - 22'08"
- Oro ai campionati italiani di corsa campestre, cross corto - 12'49"
- 8ª ai campionati italiani assoluti, 5000 m piani - 16'22"85
- 4ª ai campionati italiani indoor, 3000 m piani - 9'21"56

2004
- 5ª ai campionati italiani indoor, 3000 m piani - 9'27"26

## Altre competizioni internazionali
1996
- 14ª alla Cinque Mulini ( San Vittore Olona) - 25'09"

1997
- 16ª al Golden Gala ( Roma), 5000 m piani - 16'06"05

1998
- 9ª alla Cinque Mulini ( San Vittore Olona) - 18'17"
- Argento al Cross della Vallagarina ( Villa Lagarina) - 15'51"
- 7ª al Cross di Alà dei Sardi ( Alà dei Sardi) - 19'32"

1999
- 13ª in Coppa Europa dei 10000 metri ( Barakaldo) - 32'20"56
- 5ª al Campaccio ( San Giorgio su Legnano) - 21'05"
- Oro al Cross della Vallagarina ( Villa Lagarina) - 15'02"

2000
- 13ª alla BOclassic ( Bolzano) - 17'25"
- 5ª alla Cinque Mulini ( San Vittore Olona) - 20'09"
- 6ª al Campaccio ( San Giorgio su Legnano) - 20'21"
- 5ª al Cross di Alà dei Sardi ( Alà dei Sardi) - 17'44"6

2001
- 10ª al Campaccio ( San Giorgio su Legnano) - 23'20"

2002
- 21ª alla BOclassic ( Bolzano) - 17'42"7
- 12ª alla Cinque Mulini ( San Vittore Olona) - 20'54"

2003
- 16ª al Campaccio ( San Giorgio su Legnano) - 23'09"
- 9ª al Cross della Vallagarina ( Villa Lagarina) - 16'40"1

2004
- 10ª al Campaccio ( San Giorgio su Legnano) - 22'40"

2005
- 10ª al Campaccio ( San Giorgio su Legnano) - 21'22"